# Belgisch Kampioenschap Bommetje
Het Belgisch Kampioenschap Bommetje kende haar oorsprong in 2007. Het bleef echter bij een eenmalige stunt van radiozender Donna, zonder gevolg de jaren nadien. Twaalf jaar later in 2019 werd er gewerkt aan een jaarlijks terugkerend Belgisch Kampioenschap door Groep Sportoase, Belgische marktleider in het bouwen en uitbaten van zwembaden en sportcentra. Bij deze wedstrijden is het de bedoeling om een bommetje te maken in het water.

## Eerste editie (2007)
In het Brugse Olympia zwembad vond in 2007 het eerste Belgische Kampioenschap Bommetje plaats. Georganiseerd door David Van Ooteghem en radiozender Donna. Op de deelnemerslijst pronkten de namen van Luc Caals, Virginie Claes en Geert Lambert. Het was Jeroen De Munck die zich tot eerste Belgisch Kampioen Bommetje kroonde.

## Kampioenschap (2019 - heden)
12 jaar na de eerste editie nam Sportoase het initiatief voor een vervolg. De regels werden concreter, leeftijdscategorieën werden vastgelegd en preselecties zorgden voor een ruim nationaal deelnemersveld. 

### Regels
De maximale springhoogte is voor alle niveaus vastgelegd op 1,5 meter. De quotering gebeurt door een onpartijdige jury van maximaal 3 leden. Elke deelnemer krijgt maximaal vijf pogingen waarbij er gequoteerd wordt op hoogte van de waterspetters en op de vorm van de sprong.

### Edities
BK 2020
Onder de deelnemers voor het BK 2020 zaten atleten zoals Stenn Goetstouwers, Marten Van Riel en Bart Aernouts.
Op 22 december 2019 vonden de preselecties plaats in Brasschaat, Roeselare en Leuven. Op 2 januari 2020 volgde er de grote finale in Sportoase Philipssite te Leuven. Bij de U10 was het Fran Ams die de titel in de wacht wist te slepen. Bij de U16 was het Alexander Klaver die de jeugdreeksen wist af te sluiten als Belgisch Kampioen. Stefaan Andries kroonde zich even later Belgisch Kampioen 2020 bij de elite.
BK 2021
De edities van 2021 werd door de COVID-19 pandemie verdaagd. 
De preselecties vinden plaats in Antwerpen, Brasschaat, Roeselare en Leuven. De grote finale gaat door op 29 december 2021 in het Groot Schijn te Antwerpen.

## Erelijst
| Editie | U10             | U16              | O16             |
| ------ | --------------- | ---------------- | --------------- |
| 2007   | Jeroen De Munck |                  |                 |
| 2020   | Fran Ams        | Alexander Klaver | Stefaan Andries |
| 2021   | /               | /                | /               |
| 2022   |                 |                  |                 |